# Josip Franjo Mücke
Josip Franjo Mücke (Nagyatád, oko 1819. – Pečuh, 1. listopada 1883.) bio je hrvatski slikar mađarskoga podrijetla. 
Djelovao je u Hrvatskoj od 1843. do 1875. godine. Djelovao je u Vukovaru, Osijeku i Đakovu, a od 1865. u Zagrebu.
Slikao je portrete, krajolike, biblijske kompozicije te osobe iz hrvatske povijesti. U Zagrebu je podučavao slikanje, a između ostalih učenici su mu bili Ferdo Quiquerez i kći Marijana Ludovika Mücke-Jakabffy. Od 1875. godine živio je u Pečuhu.

## Galerija
- Ljudevit Župan Posavskih Hrvatah : čini savez sa Slovenci proti Frankom (:god. 819:)
- Petra Krešimira IV. : priznaju za kralja grad i nadbiskupija Splietska, pa i biskup rabski god. 1051.
- Smrt Stjepana II : posliednjega vladara iz domaće, hrvatske dinastije Držislavovića (1090 ?)

### Mrežna sjedišta
- Mücke, Josip Franjo. Hrvatska enciklopedija. LZMK. Pristupljeno 27. svibnja 2025.